# Henri-Marcel Magne
Henri-Marcel Magne (* 1877 in Paris; † 1. Juli 1944 in Champagne-sur-Seine) war ein französischer Künstler und Hochschullehrer an der Pariser Conservatoire National des Arts et Métiers.

## Leben und Werk
Magne stammte aus einer alten Architektenfamilie, sein Vater war der Architekt Lucien Magne. Nach dem Studium der Architektur lernte Magne in den Ateliers von Luc-Olivier Merson, Albert Maignan und Alfred Panon Desbassayns de Richemont (1857–1911) das Malen.
Etwa zehn Jahre lang beteiligte er sich am Salon des Artistes Français der Société des Artistes Français, bevor er sich schließlich  zur  monumentalen dekorativen Kunst wendete, indem er Wandmalereien, Kartons und Modelle für Glasfenster in öffentlichen und religiösen Gebäuden entwarf. Dank seiner freundschaftlichen und beruflichen Beziehungen zu Architekten für Denkmalpflege durfte er hauptsächlich in der Île de France und in dem Département Marne arbeiten. Gemeinsam mit seinem Lehrer Luc-Olivier Merson arbeitete er am 1923 fertiggestellten monumentalen Christusmosaik in der Kirche Sacré-Cœur de Montmartre in Paris.
Magne wurde 1916 an die Pariser Conservatoire National des Arts et Metiers berufen, wo er das Werk seines Vaters weiterführte und dort die Annäherung zwischen Unternehmern, Künstlern und Handwerkern unterstützte. In seinem Unterricht bestand er auf die Notwendigkeit des seiner Meinung nach bis dahin vernachlässigten Erwerbs spezieller Kenntnisse über die Materialien, die Künstlern zur Verfügung standen. Im Labor des Conservatoire National des Arts et Metiers untersuchte er selbst Materialien wie Beton, Aluminium und Plastik. Bekannte Schüler von ihm waren Antoni Teslar, Adam Gerżabek und Stasys Ušinskas (1905–1974).

## Veröffentlichungen (Auswahl)
- L’Architecture. F. Rieder, Paris 1922.
- L’art appliqué aux métiers. Décor du verre: gobeleterie, mosaïque, vitrail. H. Laurens, Paris. 2. Auflage 1927.